# Rebelión del Loto Blanco
La Rebelión del Loto Blanco (en chino tradicional, 川楚白蓮教起义; pinyin, Chuān chŭ bái lián jiào qǐ yì) fue una rebelión iniciada por los seguidores de la secta del Loto Blanco durante el reinado del emperador Qianlong de la dinastía Qing. La rebelión comenzó en 1794, cuando un grupo grande de rebeldes que afirmaban ser miembros de la secta del Loto Blanco se levantó en armas contra el gobierno Qing en la zona montañosa que separa la provincia de Sichuan de las provincias de Hubei y de Shaanxi. En 1774 había tenido lugar una rebelión de similares características en la provincia de Shandong, en el norte de China, aquella vez bajo el liderazgo de un herborista y experto en artes marciales llamado Wang Lun.
Aunque los Qing lograron sofocar la rebelión en 1804, ésta marcó un antes y un después en la historia de la dinastía Qing. El control que los Qing ejercían sobre China se debilitó considerablemente, el prestigio de la dinastía se resintió, y las condiciones económicas del país tras 10 años de rebelión empezaron a deteriorarse, situación que continuó a lo largo de todo el siglo XIX. Se estima que la rebelión costó la vida a unos 100.000 rebeldes.

## La Sociedad del Loto Blanco
La rebelión del Loto Blanco comenzó como una protesta contra los impuestos imperiales orquestada por la Sociedad del Loto Blanco, un sociedad secreta religiosa. El Loto Blanco era una secta sincrética, de tintes milenaristas e inspiración budista y maniquea. Adoraban a la diosa madre Wusheng Laomu de la religión tradicional china, y creían en el advenimiento inminente del Buda Maitreya (el futuro Buda histórico). Se oponían al orden social establecido, y defendían la igualdad entre hombres y mujeres.
Tradicionalmente, se cree que la Sociedad del Loto Blanco surgió durante el siglo XIV bajo el gobierno de la dinastía Yuan, de origen mongol. La Rebelión del Turbante Rojo, que tuvo lugar en 1352, fue dirigida por grupos asociados al Loto Blanco. En 1387, más de 30 años después de aquella rebelión, un líder del Loto Blanco, Zhu Yuanzhang, conquistó la llanura del norte de China y ocupó la capital Yuan de Khanbaliq (actual Pekín). Habiendo reclamado para sí el Mandato del Cielo, Zhu Yuanzhang se proclamó emperador bajo el nombre de era Hongwu, y fundó la dinastía Ming. El grupo estuvo asociado con el templo Shaolin, y sirvió de refugio a algunos lealistas Ming durante la conquista manchú del sur de China que acabó con la dinastía Ming.
El Loto Blanco reapareció con cierta frecuencia durante el siglo XVIII como un movimiento en defensa de los chinos de etnia han, a los que los Qing, de etnia manchú, discriminaban abiertamente. Aunque hay numerosos movimientos, revueltas y rebeliones que los burócratas imperiales chinos asociaron con el Loto Blanco, hay muchas razones para dudar que el Loto Blanco tuviera una unidad organizativa o incluso continuidad temporal. El historiador Barend 'ter Haar sostiene que el término "Loto Blanco" fue usado principalmente por los mandarines de las dinastías Ming y Qing para referirse de forma despectiva a un gran número de rebeliones, tradiciones milenaristas, y prácticas religiosas populares. El término sólo era empleado por rebeldes milenaristas cuando era sometidos a grandes presiones por las autoridades Qing durante interrogatorios. Sólo aparece empleado consistentemente en fuentes históricas dedicadas a recopilar y analizar rebeliones, en las que era frecuente resumir y analizar varios de estos levantamientos como "rebeliones del Loto Blanco". Es más factible que los distintos Lotos Blancos fueran en realidad grupos de rebeldes inspirados por los muchos cultos sincréticos de inspiración taoísta que existían en China.
Los miembros del Loto Blanco solían ser de etnia han, y se les asociaban creencias sincréticas, basadas en una mezcla de religión tradicional china, incluyendo benzhuism, budismo, confucianismo, moísmo, taoísmo, wuismo y dongbaismo; y de gnosticismo persa, como el mandeísmo, maniqueísmo, sabeísmo, y zoroastrismo. El grupo profetizaba la llegada de Maitreya, y sobre todo abogaba por la restauración de la dinastía Ming, prometiendo la salvación de todos sus seguidores y el retorno del Buda.

## Historia

### Levantamiento de Wang Lung
En 1774 surgió de entre los grupos de meditación clandestinos de la provincia de Shandong una secta derivada del Loto Blanco conocida como la secta de los Ocho Trigramas o "Secta del Agua Pura". El movimiento, activo sobre todo en las inmediaciones de la ciudad de Linqing, próxima a Pekín, estaba liderado por un herborista y experto en artes marciales llamado Wang Lun, lideró un levantamiento popular en la provincia, donde capturaron tres pequeñas ciudades y sitiaron la ciudad de Linqing, una plaza de importancia estratégica por estar en la confluencia del Gran Canal y el río Wei. 
La rebelión fracasó rápidamente, posiblemente porque Wang Lun no hizo ningún intento por recabar el apoyo popular. No distribuyó ni alimentos ni el botín capturado, ni prometió reducir los impuestos sobre el campesinado. Incapaz de incrementar su base de apoyos, se vio forzado a abandonar las tres ciudades que había atacado a fin de evadir a las tropas del gobierno. Aunque estuvo activo en una zona habitada por casi un millón de campesinos, su ejército de rebeldes nunca tuvo más de 4.000 soldados, muchos de los cuales habían sido obligados a servir en el ejército. Decidido a evitar su captura, Wang Lun acabó suicidándose en 1774 cuando fue rodeado por las tropas Qing. 

### Rebelión del Loto Blanco
En 1794, un movimiento de corte muy similar al de Wang Lun surgió en la región montañosa que divide Sichuan de las provincias de Hubei y de Shaanxi en China central. En este caso, la revuelta estuvo motivada por una protesta contra los impuestos y la corrupción del gobierno Qing. La zona, anteriormente casi deshabitada o en manos de tribus y minorías étnicas como los Miao, había sido colonizada a lo largo del reinado de Qianlong en respuesta a las presiones demográficas debidas al extraordinario crecimiento de la población de China durante este período. Eran una zona agreste, de difícil acceso y con poco terreno cultivable, y el gobierno Qing se desentendió rápidamente del bienestar de los colonos.
El Loto Blanco dirigió una revuelta formada por colonos empobrecidos, a los que prometían la salvación a cambio de su lealtad. Aunque en un principio estalló como una protesta contra los impuestos del gobierno, la rebelión pronto ganó adeptos entre el pueblo llano. El escaso interés que el gobierno imperial tenía en la zona hizo que la respuesta inicial de las autoridades fuera mínima. El anciano emperador Qianlong (r. 1735-1799) amonestó a los gobernadores provinciales de Sichuan, Hubei y Shaanxi por no tratar la revuelta como un problema local, y los conminó a reclutar milicias locales para sofocarla. Estas milicias se convirtieron pronto en bandas de forajidos en manos de funcionarios corruptos y señores de la guerra locales, con más interés en saquear que en atacar a los rebeldes. Con posterioridad, un decreto del emperador Daoguang admitió que «fue la extorsión de los funcionarios locales lo que llevó a la gente a la rebelión». Usando el arresto de miembros de la secta como amenaza, muchos funcionarios locales y policías empezaron a extorsionar dinero de la gente corriente bajo amenaza de ser detenidos por rebeldes. Igualmente, los funcionarios no hicieron distinción entre el Loto Blanco y otros cultos religiosos de la zona, confiscando y destruyendo escritos religiosos de todo tipo, lo que alienó aún más a la población local. En 1838, un funcionario local llamado Huang Yupian (黃育楩), publicó un tratado dedicado a refutar las ideas del Loto Blanco usando la doctrina confuciana. Este libro, titulado Una refutación detallada de la herejía (破邪詳辯 Pōxié Xiángbiàn), se ha convertido en la principal fuente histórica de las creencias del Loto Blanco. 
La pobre respuesta del gobierno, y el deterioro de las condiciones de vida en la región hicieron que la rebelión creciera en tamaño y poder, hasta que se convirtió en una seria preocupación para el gobierno imperial.

### Supresión
En 1795, cuando la rebelión había adquirido dimensiones considerables, el emperador Qianlong decidió enviar a los experimentados generales Helin y Fuk'anggan a sofocar la revuelta. Sorprendentemente, los mal organizados rebeldes lograron derrotar a las ineficaces tropas Qing, poco acostumbradas a terrenos agrestes y a las tácticas de guerrillas de los rebeldes. Tanto Helin como Fuk'anggan murieron en 1796 durante la contienda. El gobierno envió nuevos generales, pero ninguno consiguió sofocarla. Las tropas Qing en la zona estaban mal provistas, sus números eran insuficientes para cubrir un terreno accidentado y poco favorable a las tácticas de guerra manchú, y sobre todo, ni los mandos ni los funcionarios locales estaban realmente interesados en sofocar la rebelión. Los Qing nunca desplegaban sus tropas de élite, el ejército de las Ocho Banderas, para sofocar rebeliones, y dependían del Ejército del Estandarte Verde, formado por tropas auxiliares, y de las milicias locales. A fin de reclutar más tropas, Qianlong puso a disposición de los funcionarios locales y mandos militares desplegados en la zona generosos fondos. En vez de usarlos para reclutar tropas, los militares empezaron a falsear informes de reclutamiento en los que aseguraban haber reclutado y entrenado a decenas de miles de milicianos, para lo que reclamaban esos generosos fondos, que se embolsaban. Estas corruptelas fueron organizadas y controladas por Heshen, el ministro principal del emperador. Heshen se llevaba un porcentaje de los fondos de reclutamiento, y empezó a insistir en que los generales debían falsear sus despachos de guerra, asegurando haber obtenido grandes victorias contra los rebeldes en batallas que o habían perdido o ni siquiera habían tenido lugar. Mientras tanto, los rebeldes desplegaron una guerra de guerrillas de gran eficacia, y se hicieron con el control de buena parte de la zona donde estaban activos. Para 1798, Qianlong era incapaz de comprender por qué después de tantas victorias imperiales y con un ejército de supuestamente más de 100.000 hombres en su contra, los rebeldes se negaban a rendirse.
Tras la muerte de Qianlong en 1799, su hijo el emperador Jiaqing destituyó y ajustició a Heshen, y tomó cartas en el asunto. El gobierno adoptó nuevas tácticas, basadas en el establecimiento de milicias locales (tuan) que rodeaban y permitían destruir a los rebeldes antes de que se dispersaran.

Los comandantes Qing enviados a suprimir la rebelión tenían grandes dificultades para sofocar al Loto Blanco. Los rebeldes usaban tácticas de guerrilla, y una vez eran disueltos eran virtualmente indistinguibles de la población local. Tal y como se quejó un oficial Qing:
Los rebeldes son todos nuestros propios súbditos. No son como una tribu externa ... que puede ser demarcada por los límites de un territorio e identificada por su idioma o vestimentas distintivas ... Cuando se reúnen y oponen al gobierno, son rebeldes; cuando se dispersan y huyen, son civiles de nuevo. 
Sin un enemigo claro al que atacar, la brutalidad contra los civiles fue frecuente. Debido a la brutalidad de las tropas Qing, éstas recibieron pronto el sobrenombre de Sociedad del Loto Rojo.
A fin de hacer frente al Loto Blanco, los Qing tuvieron que introducir un programa sistemático de pacificación, reasentando a la población en cientos de pueblos amurallados y organizándolos en milicias. Si el Loto Blanco aparecía frente al asentamiento, la milicia del pueblo podía cerrarles el paso, evitar que se mezclaran con la población local y se abastecieran de víveres. En su última etapa, la política de supresión de los Qing combinó la persecución y el exterminio de bandas de guerrilleros rebeldes con un programa de amnistía para desertores. El Loto Blanco fue finalmente derrotado en 1804, y la zona totalmente pacificada para 1805. Unas 7.000 tropas de los ocho estandartes fueron desplegadas desde Manchuria, así como el ejército del estandarte verde, desplegado desde Guizhou y Yunnan, y decenas de miles de mercenarios y milicianos locales.

## Consecuencias y legado
El fin de la Rebelión del Loto Blanco en 1804 puso fin al mito de la invencibilidad de los manchú. La dinastía Qing movilizó decenas de miles tropas de 16 provincias, y la rebelión costó la vida a más de 10 militares y funcionarios de alto rango del gobierno (incluyendo a generales, viceministros, gobernadores y virreyes). La rebelión puso las finanzas de la corte en déficit, que llegó a ser más de 200.000 taeles de plata, y costando lo equivalente a cinco años de ingresos del gobierno. La malversación de fondos de Heshen y asociados alienó a muchos chinos han contra el gobierno imperial. La dinastía Qing nunca recuperó el prestigio anterior. El Loto Blanco continuó activo, y podría haber influenciado la siguiente gran rebelión del Imperio Qing, el Levantamiento de los Ocho Trigramas de 1813.

## Líderes Rebeldes
- Temprano: Qi Lin (en chino, 齊|林; pinyin, Qí| Lín)
- Temprano: Qi Wangshi (en chino, 齊王氏; pinyin, Qí| Wáng|shì)
- Temprano: Wang Cong'er (en chino, 王|聰|兒; pinyin, Wáng| Cōng|'|ér), y Wang Nangxian
- Medio: Xue Tiande (en chino, 徐|天|德; pinyin, Xú| Tiān|dé)
- Tardío: Ran Tianyuan (en chino, 冉天原; pinyin, Rǎn| Tiān|yuán)